# Charles Marie de La Condamine
Charles Marie de La Condamine (Parigi, 28 gennaio 1701 – Parigi, 4 febbraio 1774) è stato un matematico e geografo francese.
Operò inoltre nel campo della geodesia.

## Biografia

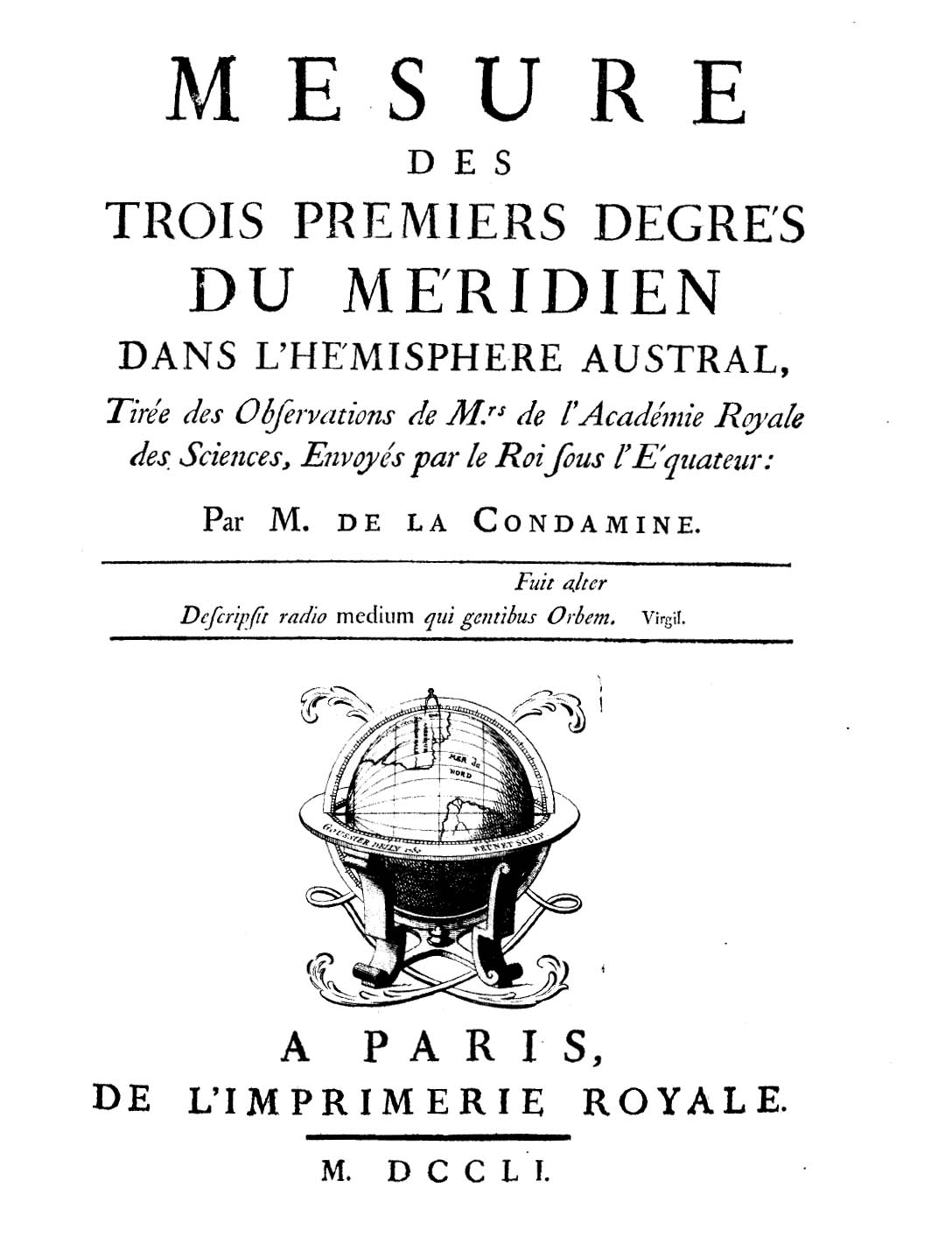
Mesure des trois premiers degrés du méridien dans l'hémisphere austral, 1751

Dopo aver finito gli studi liceali iniziò la carriere militare, lasciandola nel 1719 per rivolgere tutta la sua attenzione alla scienza e alla geografia. Dopo una spedizione scientifica (1731) nel Medio Oriente, venne incaricato, nel 1735, con Louis Godin e Pierre Bouguer, dall'Accademia francese delle scienze di effettuare una spedizione nell'attuale territorio dell'Ecuador  con lo scopo di misurare la lunghezza di un meridiano in prossimità dell'Equatore.
La spedizione incontrò comunque molte difficoltà e La Condamine dovette separarsi dai compagni di viaggio, scegliendo come suo itinerario la partenza da Quito e la discesa del fiume Rio delle Amazzoni, portando a termine la prima vera esplorazione dell'Amazzonia.
Da questo viaggio portò in patria le prime descrizioni e i primi esempi di caucciù, chinino e curaro, elementi conosciuti con la frequentazione degli Indios.
Nel 1744 tornerà a Parigi, pubblicando le memorie di viaggio (tradotto poi in inglese nel 1747), disegnando anche una mappa dell'Amazzonia e fornendo le prime descrizioni del canale Casiquiare.
Tra i suoi altri studi si può annoverare anche la misurazione precisa del piede romano effettuata con l'osservazione degli antichi edifici di Roma.
Parte della sua vita fu anche dedicata alla perorazione della vaccinazione preventiva.

## Opere
- (FR) Journal du voyage fait par ordre du roi à l'équateur, servant d'introduction historique à la mesure des trois premiers degrés du méridien, Paris, de l'Imprimerie royale, 1751.
- (FR) Mesure des trois premiers degrés du méridien dans l'hémisphere austral, Paris, Imprimerie Royale Paris, 1640-1792, 1751.